# Roger Michael Mahony
Roger Michael Mahony (Los Ángeles, 27 de febrero de 1936) es un cardenal estadounidense.

## Biografía

### Formación y sacerdocio
Ordenado sacerdote el día 27 de febrero de 1936 en Hollywood, Los Ángeles, por el obispo Mons. Aloysius J. Willinger. Después de su ordenación estuvo trabajando como pastor en Fresno (California), y posteriormente se fue a estudiar Teología a la Universidad Católica de América de Washington D.C.
En 1964, volvió a Fresno donde trabajó como sacerdote, fue director de los servicios sociales, y de las organizaciones benéficas de la Diócesis de Fresno, y también Roger Michael celebraba conferencias en la Universidad Estatal de Fresno. Durante todo este tiempo, Roger comenzó a participar activamente ayudando a los grupos socialmente más desfavorecidos y marginales, y especialmente a las personas que hablaban el idioma español, y por todas estas labores en el año 1967 recibió el título honorífico de Capellán de Su Santidad. Entre los años 1970 y 1975, trabajó como canciller de la Diócesis de Fresno.

### Obispo y arzobispo

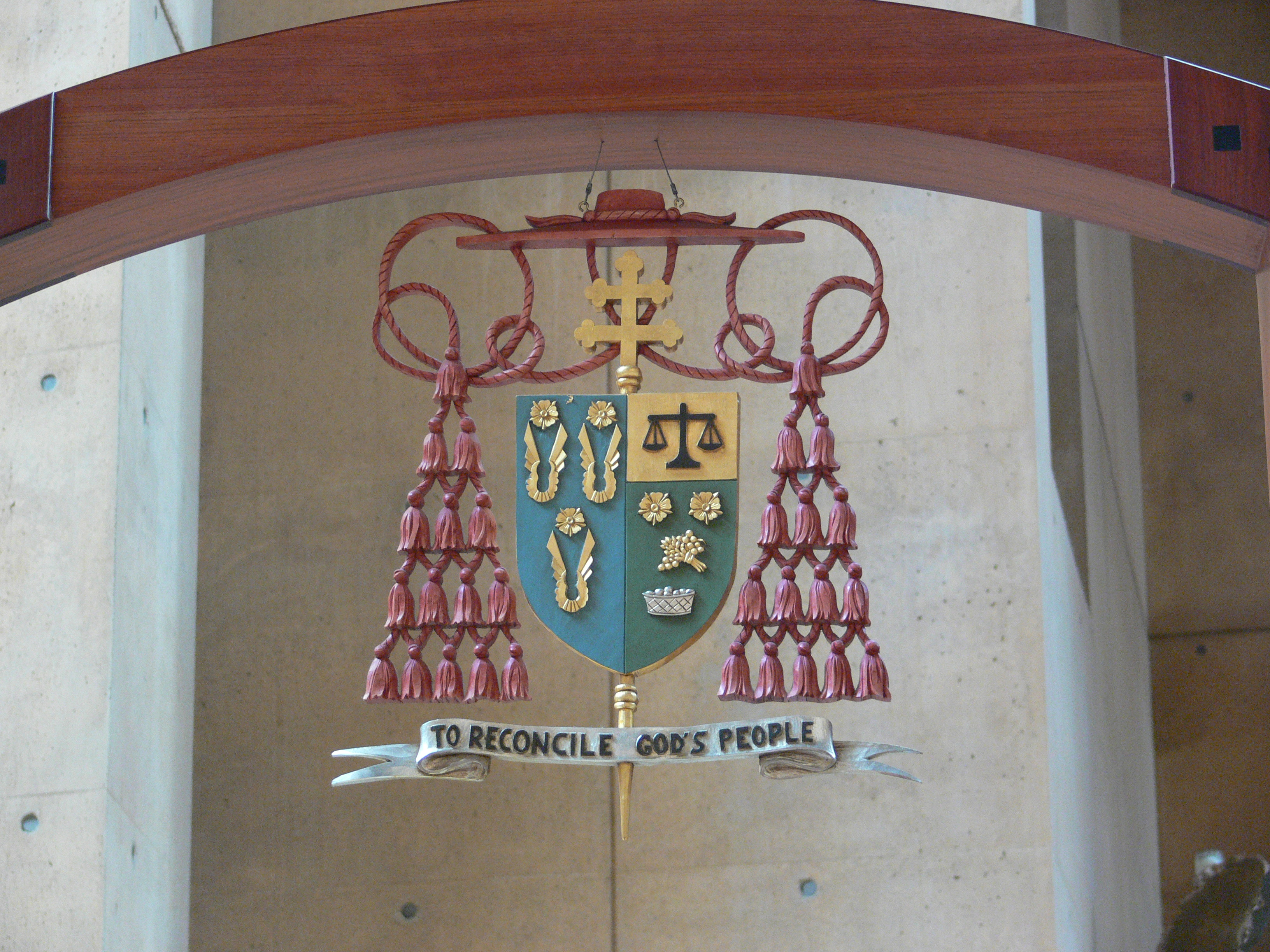
La cátedra de Roger Michael Mahony en la Arquidiócesis de Los Ángeles.

En el año 1975, el papa Pablo VI, lo nombró Obispo titular de la Diócesis de Tamascani en Argelia y también fue nombrado Obispo Auxiliar de la Diócesis de Fresno, recibiendo el Sacramento del Orden el día 7 de junio a manos del obispo Mons. Aloysius Hugh Donohoe.
El 15 de febrero del año 1980, Roger Michael Mahony fue nombrado Obispo de la Diócesis de Stockton por el papa Juan Pablo II, sucediendo al anterior obispo Merlin Guilfoyle.
Posteriormente, el día 16 de julio del año 1985, fue nombrado nuevo Arzobispo de la Arquidiócesis de Los Ángeles, sucediendo al anterior arzobispo Timothy Manning, y siendo el primer Arzobispo de la Arquidiócesis nacido en Los Ángeles.
Por su paso por la arquidiócesis, Roger Michael, renovó y mejoró la directiva con numerosas iniciativas efectuadas.
En el Terremoto de Northridge de 1994, la primera catedral de Los Ángeles (la Catedral de San Vibiana) quedó totalmente dañada por el terremoto, con lo cual Roger Mahony inició los planes para la construcción de la nueva catedral que pasó a ser Catedral de Nuestra Señora de los Ángeles, que es una de las mayores iglesias católicas en los Estados Unidos. 
Debido al escándalo de abuso sexual de menores en la Arquidiócesis de Los Ángeles, fue llamado a declarar ante las autoridades judiciales.

### Cardenal
Durante el consistorio celebrado el día 28 de junio del año 1998, el papa Juan Pablo II, lo elevó al rango de cardenal presbítero a sus 55 años siendo el cardenal más joven junto a Nicolás de Jesús López Rodríguez teniendo la misma edad, y se le otorgó el título cardenalicio de los Cuatro Santos Coronados.
Tras el fallecimiento del papa Juan Pablo II, fue uno de los 117 cardenales electores en el Cónclave de 2005 celebrado entre los días 18 y 19 de abril, en el que fue elegido Benedicto XVI.
El 1 de marzo de 2011, el papa Benedicto XVI, aprobó la renuncia al gobierno pastoral como Arzobispo de la Arquidiócesis de Los Ángeles por motivos de edad, nombrando como sucesor como nuevo arzobispo a Mons. José Horacio Gómez. Durante su retiro, Roger Mahony, dijo que tiene la intención de dedicar más tiempo a la defensa de los intereses de los inmigrantes cosa que ha apoyado desde hace muchos años.
Tras la renuncia del papa Benedicto XVI, fue uno de los 115 cardenales electores del Cónclave de 2013, en el que se votó al nuevo sumo pontífice de la Iglesia Católica.